# Henri Larnoe
Henri Larnoe, dit Rik Larnoe, est un footballeur belge, né le 18 mai 1897 et mort le 24 février 1978.
Attaquant au Beerschot VAC de 1919 à 1927, il a joué 22 fois en équipe de Belgique et marqué 11 buts. Il a été champion olympique en 1920.

## Palmarès
- International en 1920 à 1925 (22 sélections et 11 buts marqués)
- Champion olympique en 1920 (2 matches dont la finale)
- Participation aux Jeux olympiques en 1924 (1 match)
- Champion de Belgique en 1922, 1924, 1925 et 1926 avec le Beerschot VAC